# Mózes Viktor
Mózes Viktor, másképp Mózes Wigdor (Avasújfalu, 1895. július 8. – Budapest, 1975. december 16.) szabósegéd, gyárigazgató.

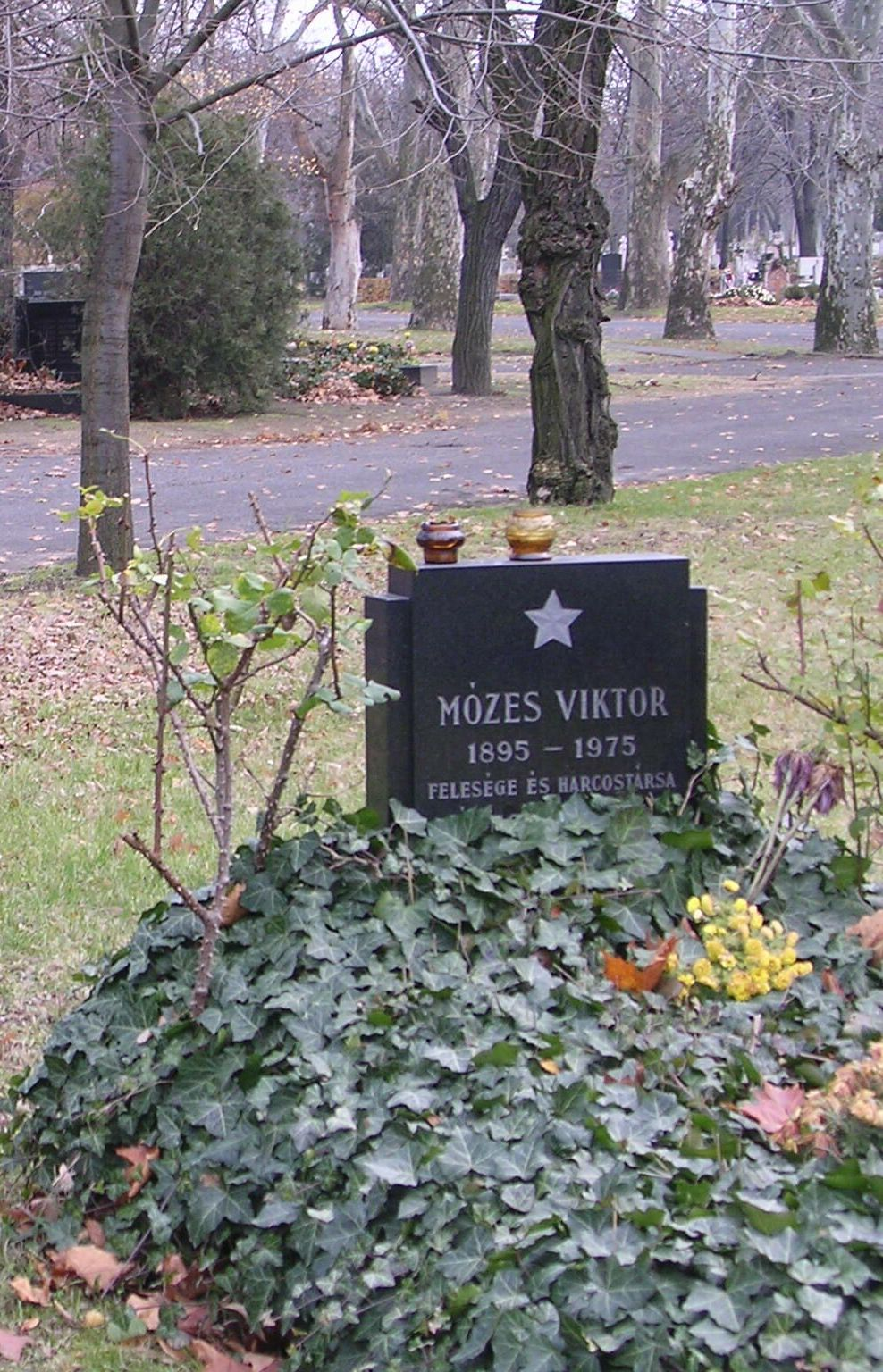
Sírja a Fiumei úti sírkertben (12-1-2)

## Élete
Mózes Márton fia. Édesanyját fiatalon elvesztette, apja alkalmi munkákból tartotta el három gyermekét. Tizenkét éves korában szabósegéd lett Fehérgyarmaton. 1914-ben Budapestre került és tagja lett a Magyarországi Szabómunkások és Munkásnők Szakegyletének. 1915-ben önként jelentkezett katonának, azonban a következő évben dezertált és a háború végéig Budapesten bujkált. A szakszervezetben és 1918-tól a Magyarországi Szociáldemokrata Pártban tevékenykedett. Részt vett az őszirózsás forradalom tömegmozgalmaiban, 1919 tavaszán belépett a Kommunisták Magyarországi Pártjába. A Tanácsköztársaság idején a Vörös Hadsereg V. gyalogezredének 12. századában harcolt mint szakaszparancsnok. A harcok során súlyos megsebesült. A proletárdiktatúra bukása után az MSZDP-ben kommunista illegális munkát szervezett. 1922 szeptemberében letartóztatták, a Gerő Ernő és társai elleni per idején három hónapot töltött fogházban, de bizonyítékok hiányában szabadlábra helyezték. Kiszabadulása után ismét az MSZDP-ben dolgozott, ahonnan 1924-ben kizárták.
1925 áprilisában részt vett a Magyarországi Szocialista Munkáspárt megalakításában. A következő év tavaszán beválasztották a KMP Központi Bizottságába, és a párt berlini pártiskolájába küldték, ahol barátságot kötött Lengyel Gyulával. Az MSZMP több röpiratának volt felelős kiadója, vállalva az ezzel járó rendőri eljárást. 1927 februárjában letartóztatták a párt vezetőit, ezért azt az utasítást kapta, hogy vonuljon emigrációba. Távollétében őt is perbe fogták és elítélték. Az osztrák fővárosban találkozott a letartóztatásból nemrég szabadult feleségével és három gyermekével. Néhány hónappal később családjával a Szovjetunióba emigrált, ahol tagja lett a Szovjetunió Kommunista Pártjának. 1927 októberétől szabóként dolgozott, amíg az orosz nyelvet nem sajátította el. 1932 áprilisától a Könnyűipari Népbiztosság ruhaipari részlegének minőségi főellenőre, majd 1938-ig egy ruhaipari gyár igazgatójaként dolgozott. Ezután koholt vádak alapján elítélték és Szibériába száműzték. Több mint egy évtizedet töltött száműzetésben.
1954-ben visszatért Magyarországra. 1955 februárjában kinevezték a Vörös Október Férfiruhagyár szociális igazgatójává, s egyben tagja lett az üzemi bizottságnak és póttagja a kerületi Pártbizottságnak az 1963-as nyugdíjazásáig. 1957 és 1966 között tagja volt az MSZMP Központi Ellenőrző Bizottságának.
Felesége Rozenfeld Amália volt, Rozenfeld Márton és Friedman Róza lánya, akit 1917. június 6-án Budapesten, az Erzsébetvárosban vett nőül.
A Fiumei úti sírkert Munkásmozgalmi Panteonában nyugszik (12-1-2).

## Díjai, elismerései
- Munka Érdemrend (1958)
- A Munka Vörös Zászló Érdemrendje (1963)[4]
- Munka Érdemrend arany fokozata (1968)[5]
- Magyar Népköztársaság Zászlórendje I. fokozata (1975)[6]
- Az 1941–1945-ös Nagy Honvédő Háborúban aratott győzelem harmincadik évfordulójára emlékérem (1975)[7]